# Company of Merchant Adventurers
Company of Merchant Adventurers es el nombre que recibieron varias compañías de comercio a larga distancia del siglo XV y XVI en Inglaterra. En cierto modo eran distintas de las compañías privilegiadas del mercantilismo de su época.
- Company of Merchant Adventurers of London, fundada en 1407 y principal guilda de comerciantes ultramarinos de Londres.
- Company of Merchant Adventurers to New Lands, fundada en 1555 y usualmente conocida como la Muscovy Company (Compañía de Moscú o de Rusia).
- Company of Merchant Adventurers of Newcastle.
- Society of Merchant Venturers, de Bristol, que sigue existiendo hoy en día como una organización sin ánimo de lucro.

- Datos: Q5779646